# Lomparte
Lomparte (oficialmente en asturiano: Llomparte) es una aldea española de la parroquia de Villavaler, perteneciente al municipio de Pravia, en la comunidad autónoma de Asturias. En 2023, la entidad singular de población tenía empadronados 26 habitantes, todos ellos en el núcleo de población de ese nombre.